# Boris Kamkov
Boris Kamkov (născut Katz; în rusă Борис Камков; n. 3 iunie 1885, Cobîlea, raionul Șoldănești, Republica Moldova – d. 29 august 1938) a fost un evreu basarabean, revoluționar rus și lider al revoluționarilor socialiști în timpul Revoluției Ruse din 1917, unul dintre fondatorii Partidului Socialist Revoluționar de Stânga.  

## Biografie

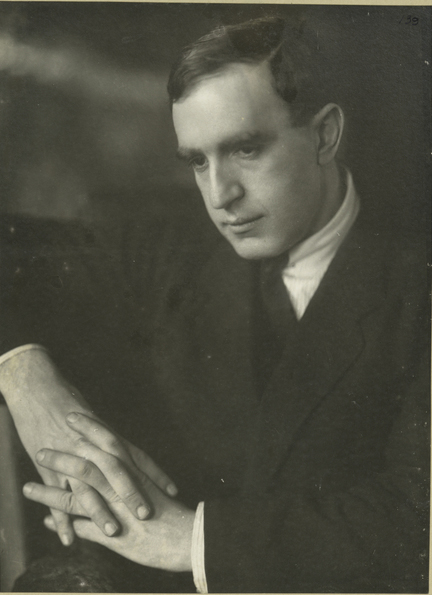

S-a născut în satul Cobîlea (acum în raionul Șoldănești, Republica Moldova) din ținutul Orhei, gubernia Basarabia (Imperiul Rus), în familia medicului David Katz și Fainei, proprietara unui atelier de cusut din Soroca. A studiat la gimnaziul privat din Soroca, ulterior, a absolvit un gimnaziu din Chișinău, a studiat la Universitatea Novorossiisk din Odesa. A participat la mișcarea revoluționară din Chișinău, Odesa și Nikolaev. În 1904 a fost arestat ca membru al organizației de luptă a revoluționarilor socialiști, și exilat un an mai târziu în ținutul Turuhansk. În 1907 a fugit în străinătate, unde a colaborat cu Mark Natanson, Viktor Cernov și a publicat în presa emigrată. În 1911 a absolvit Facultatea de Drept a Universității din Heidelberg.
În timpul primului război mondial, a fost „internaționalist”. A fost membru al redacției ziarului anti-război Жизнь („Viață”), membru al Grupului parizian pentru Asistența Partidului Socialist Revoluționar și participant al Conferinței din Zimmerwald (1915). În 1915, a fost unul dintre fondatorii „Comitetului de asistență pentru prizonierii de război ruși”, care, pe lângă furnizarea de asistență materială, a desfășurat propagandă revoluționară. 
După Revoluția din februarie, s-a întors în Rusia prin Germania. În aprilie 1917 a fost ales în Sovietul din Petrograd. La a 2-a Conferință de la Petrograd a fost coraportor de război. La 3 mai 1917 s-a opus admiterii social-revoluționarilor în guvernul provizoriu.  La Congresul sovieticilor din iunie 1917 a fost ales în Comitetul executiv central și a lucrat în departamentul agrar. În 1918, a participat la dispersia Adunării Constituante și al celui de-al III-lea Congres al sovieticilor. În același an a participat la elaborarea unei legi privind socializarea economiei și a lucrat la Comitetul executiv central al Partidului Comunist.
La 25 aprilie 1918 la ședința organizatorică a Comitetului Central a fost ales președinte al prezidiului Comitetului central al Partidului Comunist. În această perioadă formează Divizia Centrală a detașamentelor de luptă și a detașamentelor partizane. La 6 iulie 1918 în Moscova au început revoltele Partidului Socialist Revoluționar împotriva bolșevicilor, drept urmare, a doua zi, Partidul Comunist și cel Socialist Revoluționar s-au separat. Kamkov s-a disociat de evenimentele din Moscova și a solicitat cooperarea cu bolșevicii. La 27 noiembrie 1918, Ceka a examinat cazul complotului Socialist Revoluționar „împotriva puterii și revoluției sovietice”. Din cele 14 persoane acuzate, doar doi au fost reținuți, restul, inclusiv Kamkov, au fugit. Instanța i-a condamnat pe cei evadați, inclusiv Kamkov, la închisoare cu trei ani de muncă obligatorie.
În decembrie 1918 s-a aflat în Lituania, iar ulterior, a devenit unul dintre liderii Partidului Comunist Ucrainean. În ianuarie 1920 s-a aflat la Moscova, unde a fost arestat. A fost eliberat în mai. În februarie 1921, a fost din nou arestat. Potrivit memoriilor colegilor săi de celulă, Kamkov era convins că dictatura bolșevicilor este condamnată, că lupta social-revoluționarilor de stânga va fi amintită de generații.
În 1923 a fost exilat la Celiabinsk, apoi la Tver. A petrecut doi ani în închisoare. Din 1933 s-a aflat în exil la Arhanghelsk.
Ca parte a Marilor Epurări, a fost arestat din nou în februarie 1937. A fost condamnat la moarte de Curtea Supremă a URSS și împușcat la 29 august 1938 în regiunea Moscovei. A fost reabilitat la 27 aprilie 1992.

## Lucrări
- Les Socialistes-Revolutionnaires de gauche, Geneva, 1918.
- Две тактики („Două tactici”) — Petrograd: Революционный социализм, 1918. — 29 pag.
- Кто такие левые социалисты-революционеры („Cine sunt revoluționarii socialiști de stânga”) — Petrograd: Тип. ВЦИК, 1918. — 14 pag.